# Who Are You Now?

«¿Quién eres ahora?» —título original en inglés: «Who Are You Now?»— es el sexto episodio de la novena temporada de la serie de televisión posapocalíptica, horror The Walking Dead. En el guion estuvo cargo Eddie Guzelian y por otra parte Larry Teng dirigió el episodio, que salió al aire en el canal AMC el 11 de noviembre de 2018. Fox hará lo propio en España e Hispanoamérica el día siguiente, respectivamente. Este episodio es el primero en el que Andrew Lincoln ya no esta acreditado en la facturación del reparto principal como Rick Grimes y tampoco el primero en no tener Lauren Cohan (Maggie Greene) acreditada desde la segunda temporada.
Este episodio marca la primera aparición de Los Susurradores, un prominente grupo antagónico que aparece en los cómics tras la derrota de Negan y los Salvadores.

## Trama
Michonne narra escenas de sobrevivientes que continúan reconstruyendo sus diversas comunidades y luchan por sobrevivir, seis años después de la aparente muerte de Rick Grimes.
Judith lleva al grupo de Magna a Aaron, Eugene, Laura y Rosita, quienes dudan en protegerlos, pero Judith insiste. Viajan a Alexandría, justo cuando Michonne regresa de una carrera de suministros. Michonne los evalúa y sabe que Judith no siguió el procedimiento adecuado para traer nuevos sobrevivientes, pero acepta dejarlos pasar la noche y escuchar su caso a la mañana siguiente frente a su consejo. Allí, el consejo les hace preguntas similares a lo que Rick les haría a los aliados potenciales. Mientras los otros miembros del consejo parecen aceptar sus respuestas, Michonne ve que Magna tiene un tatuaje en la prisión y exige que se explique. Ella no puede hacerlo, y el consejo vota para que sean desalojados de la comunidad después de que traten a Yumiko. Judith, que ha desarrollado una buena relación con el encarcelado Negan, le cuenta que está molesta con Michonne por no confiar en ella. Michonne reflexiona sobre su decisión mientras atiende a ella y su hijo que tuvo con Rick, Rick Jr. (RJ). Mientras los otros están a punto de desalojar al grupo, Michonne cambia de parecer y dice que probablemente podrán quedarse en Hilltop, y los acompañará personalmente allí junto con Siddiq para vigilar la recuperación de Yumiko.
En el Reino, Ezekiel reconoce la necesidad de contar con un herrero entrenado para ayudar en las reparaciones, y decide que Henry viaje a Hilltop para aprender sobre el arte. Carol trae a Henry junto con una serie de suministros que planean llevarlos a Hilltop. En ruta, son atacados por un grupo de salvadores rebeldes, ya que el Santuario ha caído. Roban los suministros, entre ellos el anillo que Ezekiel le dio a Carol, y prometen que nunca más los volverán a ver. Esa noche, después de establecer el campamento, Carol se escabulle para encontrar el campamento de los salvadores, llena el área con gasolina y los enciende, matándolos mientras recupera su anillo. Continúan al día siguiente, reuniéndose con Daryl, quien se ha dedicado a vivir solo.
Rosita ha formado una relación sentimental con el Padre Gabriel y Gabriel le revela que necesita un equipo de radio para captar más sobrevivientes, poco después Rosita y Eugene van a buscar un equipo de radio para instalarse en una torre de agua cercana para el Padre Gabriel, que está tratando de ver si otras comunidades pueden hacer contacto. Señalan que una gran manada había pasado, pero creen que no interferirá con su objetivo. Cuando Eugene coloca el equipo de radio, ve que la horda ahora apunta hacia ellos. Asusta a sus caballos mientras trata de bajar, y Rosita se apresura a recuperar el equipo esencial de su carro. Eugene se ve obligado a saltar el último trozo de la torre y se lesiona la pierna, y después de que Rosita le consigue una pala como una muleta improvisada, los dos escapan. La horda se queda sorprendentemente en su cola, y solo hasta que encuentran una zanja húmeda y se cubren de lodo, la horda parece ignorar su presencia. Escuchan débiles susurros de "¿Dónde están ellos?" y "deben estar cerca, no dejes que se escapen". como pasa la horda, para eso se quedan totalmente horrorizados.

## Producción
A partir de este episodio, Norman Reedus (Daryl Dixon) se convierte en el protagonista de la serie. Este es el primer episodio transmitido luego de la salida de Andrew Lincoln como Rick Grimes, que incluyó un salto de tiempo de seis años desde los eventos de su aparente muerte. Entre los cambios se incluyen Khary Payton (Rey Ezekiel) siendo promovido al reparto principal a medida que su nombre aparece en los créditos de apertura. Este episodio presenta el debut de  Matt Lintz como un Henry joven; Matt es el hermano mayor de Macsen Lintz, quien interpretó a Henry en temporadas anteriores, y hermano de Madison Lintz, quien interpretó a la hija de Carol, Sophia, en las dos primeras temporadas del programa.
Este es el primer episodio en presentar completamente a los Susurradores, que en los cómics son un grupo de sobrevivientes humanos que usan la piel de los caminantes para enmascararse, y hablan solo en susurros para evitar llamar la atención de los caminantes. Dentro de los cómics, el hijo de Rick, Carl Grimes, fue un elemento esencial para ese arco, pero dentro del programa, Carl (interpretado por Chandler Riggs) fue asesinado a mediados de la octava temporada. Según la guionista Angela Kang, para adaptar la historia del cómic, planean tomar parte del papel que Carl tenía y dárselos a Judith, ahora de edad similar a Carl, lo que les permite seguir los hilos principales de los cómics para el arco de Los Susurradores pero con una nueva toma que usa la personalidad de Judith.

## Recepción

### Recepción crítica
"Who Are You Now?" recibió críticas positivas de la crítica. En Rotten Tomatoes, el episodio tiene un índice de aprobación del 83% con una puntuación promedio de 6.92 sobre 10, basado en 16 comentarios. El consenso crítico dice: "Who Are You Now?" establece rápidamente un nuevo orden mundial en  The Walking Dead  sin Rick Grimes, que transmite efectivamente la progresión de los sobrevivientes, pero algunos espectadores pueden sentirse a la deriva en lo que se siente como la repetición de la serie.

### Índices de audiencia
"Who Are You Now?" recibió una audiencia total de 5.40 millones con una calificación de 2.0 en adultos de 18 a 49 años. Fue el programa de cable con mejor calificación de la noche, y el episodio fue constante en audiencia desde la semana anterior.